# جاباووكيز
جاباووكيز فرقة رقص رجالية من كاليفورنيا والتي اكتسبت شهرتها أول مرة من الظهور في الموسم الأول من أمريكا جوت تالانت، قبل أن تصبح الفائز الافتتاحي لل ام تى قي ورقص الهيب هوبو السلسلة المنافسة أفضل فريق راقص قي أمريكا.

## الحياة المهنية
المجموعة لعشر رجال تشكلت عام 2003 من قبل جو لاروت وكيفن بروير وفيل تايج. هم معروفون لتزامنِهم الدقيق ورقصِهم الدقيقِ والتمثيل الصامت والكابوكي في حين يرتدوا الاقنعة والقفازات خلال معظم أدائهم. اسم المجموعة مشتق من قصيدة لويس كارول «خلال الزجاج»، في حين اسم اسلوب الرقص بيت كون دو بعد أن خلق بروس لي اسلوب الجيت كون دو من فنون الدفاع عن النفس
جاباووكيز بدأت في الظهور المناسبات المحلية وقي النوادي مثل سان دييغو ولوس انجليس. أول ظهور تلفزيوني لهم تم خلال الموسم الثاني من أمريكا جوت تالانت، والتي كان اختبارا في دالاس، تكساس. استبعدوا خلال استرجاعات لاس فيغاس في 10 يوليو، 2007.
و لكنهم تلقوا كمية لا تصدق من النجاح في موسم واحد من منافسة أفضل فريق راقص قي أمريكا. وتويجوا الفائزين في 27 مارس، 2008. وفازو ب 100,000 دولار، وعقدا لجولة. [بحاجة لمصدر] اداء جاباووكيز النهائي قي العرض كان "أقوى" لكاني ويست، والذي كان أول اداء عام بدون اقنعة. [بحاجة لمصدر]
منذ البداية ظهر الفريق في إعلانات بيبسي وجاتوراد التجارية،  رقصوا قي عرض وايلين ديجينيرز، ، وفي ليفز مع ريجيس وكيلي وفي ستيب 2 : ذا ستريت،  وجال مع نيو كيدز اون ذا بلوك، ، وأطلقوا خط الملابس الخاص بهم.
في شباط / فبراير 15، 2009 رافقوا ورَقصوا مع إن بي أي مع نجم كرة السلة شاكيل اونيل في مقدمة تقريره الدوري الاميركي للمحترفين كل نجوم العبة. [بحاجة لمصدر]
جنبا إلى جنب مع فائز الموسم الثاني ABDC 2 سوبر Cr3w، جاباووكيز تم فتح قانون لمعركة VMAs خاصة، ولكن الجماعات لم تتنافس ضد بعضها البعض. [بحاجة لمصدر]

## قائمة الأفلام
التلفيزيون
- 2007 : أمريكا جوت تالانت [1][6]
- 2008 : أفضل فريق راقص قي أمريكا. على ام تى قي
- 2008 : لايف مع ريجيس وكيلي
- 2008 : وايلين ديجينيرز
- 2008 : مي تى ار ال على ام تى قي
- 2008 : كى يو اس أي
- 2008 : باليتانج الأمريكية على تي إف سي
- 2008 : آسيا جوائز التفوق على البريد!
- 2008 : لوس انجليس ليكرز -- سان انطونيو لعبة 2 في مركز ستيبلز
- 2008 : تي جوائز الفيلم موجز الأداء جنبا إلى جنب مع فريق بوسى كات دولز
- 2008 : أفضل فريق راقص قي أمريكا الموسم 2 تلفزيون الترويجي
- 2008 : أفضل فريق راقص قي أمريكا الموسم 2 صب الخاص
- 2008 : أفضل فريق راقص قي أمريكا الموسم 2 السير بها مع جاباووكيز وشاين سباركس
- 2008 : ادوبو نيشن على وتي إف سي
- 2008 : 2008 جوائز متش ميوزيك فيديو
- 2008 : 2008 جوائز بى أي تى الأداء الموجز ني-يو في ختام زيارته للتعيين
- 2008 : جوائز إم تي في آسيا 2008
- 2008 : اختيار جوائز المراهقين 2008 موجز الأداء مع كريس براون وACDC
- 2008 : أميركا أفضل طاقم الرقص معركة لVMAs.أداؤها مع سوبر الطاقم.
- 2009 : أميركا أفضل طاقم الرقص الموسم 3
- 2009 : 2009 الدوري الاميركي للمحترفين كل النجوم لعبة الأداء مع شاكيل اونيل
- 2009 : السعي لمجموعة المظهر في Gatorade والتجارية [7]
- 2009 : وايلين ديجينيرز [3]
- 2009 : هذا اعلانات سبورتس سنتر  التجارية
- 2009 : 2009 لوحة جوائز الموسيقى اللاتينية مع الأداء دادي يانكي
- 2009 : لذا كنت تعتقد أنك يمكن الرقص الضيف الأداء [8]
- 2009 : اوي الضيف الأداء

الفيلم
- 2008 : ستيب ئب 2 (حجاب المظهر، وحذف المشهد) [4]

الأغنية المصورة
- 2008 : دادي يانكي -- بوز [9]
- 2009 : دي جي دراما -- يحلمون باليوم `
- 2009 : ليونا لويس -- "اغفر لي"

يعيش
- 2008 : والت ديزني 2008 جاردينت
- 2008 : أميركا أفضل طاقم الرقص تعيش في جولة مع سوبر Cr3w، Breaksk8، فاني باك، وASIID
- 2009 : جولة في دائرة كاملة مع NKOTB [10]

## وصلات خارجية
- الموقع الرسمى
- لمحة عن MTV.com
- sfgate.com
- Midnight Star - Jabbawockeez performance on SYTYCD على يوتيوب

| سبقه Inaugural | America's Best Dance Crew Champions JabbaWockeeZ | تبعه Super Cr3w |

قالب:America's Best Dance Crew